# Achias minax
Achias minax är en tvåvingeart som beskrevs av Mcalpine 1994. Achias minax ingår i släktet Achias och familjen bredmunsflugor. Inga underarter finns listade i Catalogue of Life.